# Estación de Anchorage
Anchorage es la estación de ferrocarril en el centro del Ferrocarril de Alaska en el cruce de las dos líneas principales por las que circulan sus trenes. Sirve como punto de partida para muchos turistas que viajan en trenes de lujo como el Denali Star. La estación es un edificio de hormigón de tres pisos de estilo moderno, construido en 1942 y ampliado en 1948.
Está ubicado en la base de una colina, debajo del centro de Anchorage. Mide 103 m por 14 m.
En 1999, se consideró importante en la historia del transporte en Alaska y fue nominado para su inclusión en el Registro Nacional de Lugares Históricos. Se consideró que el depósito, construido con hormigón y acero y bien equipado, representaba la transición del ferrocarril desde estructuras de madera y equipos inadecuados para los desafíos de la época de la Segunda Guerra Mundial y posteriores.
Fue incluido en el Registro Nacional de Lugares Históricos el 27 de agosto de 1999.
Parece que en algún momento antes de octubre de 2020, se construyó una plataforma alta en la tercera vía desde el depósito principal, lo que la convierte en la primera estación de tren en Alaska en tener una plataforma alta.